# بروسون، واله دائوستا
بروسون، واله دائوستا (به ایتالیایی: Brusson, Aosta Valley) یک کومونه در ایتالیا است که در واله دائوستا واقع شده‌است.

## خصوصیات
بروسون ۵۵ کیلومترمربع مساحت و ۸۵۹ نفر جمعیت دارد و ۱٬۳۳۸ متر بالاتر از سطح دریا واقع شده‌است.

## خواهرخوانده
شهر فوریو خواهرخواندهٔ بروسون، واله دائوستا هست.